# Sádek (ort i Tjeckien, Pardubice)
Sádek är en ort i Tjeckien.   Den ligger i regionen Pardubice, i den centrala delen av landet, 140 km öster om huvudstaden Prag. Sádek ligger 534 meter över havet och antalet invånare är 486.
Terrängen runt Sádek är platt åt nordost, men åt sydväst är den kuperad. Sádek ligger nere i en dal. Runt Sádek är det ganska glesbefolkat, med 45 invånare per kvadratkilometer. Närmaste större samhälle är Polička, 3,8 km nordost om Sádek. Omgivningarna runt Sádek är en mosaik av jordbruksmark och naturlig växtlighet.